# Paradolichopithecus
Paradolichopithecus — викопний рід приматів з родини мавпових (Cercopithecidae). Вид мешкав у пліоцені та ранньому плейстоцені в Європі. Скам'янілі рештки виду знайдені в Іспанії, Румунії та Китаю.

## Види
Рід містить три види:
- Paradolichopithecus arvernensis
- Paradolichopithecus gansuensis
- Paradolichopithecus sushkini